# Kuddtrattmossa
Kuddtrattmossa (Amphidium mougeotii) är en bladmossart som beskrevs av W. P. Schimper 1856. Enligt Catalogue of Life ingår Kuddtrattmossa i släktet trattmossor och familjen Orthotrichaceae, men enligt Dyntaxa är tillhörigheten istället släktet trattmossor och familjen Rhabdoweisiaceae. Arten är reproducerande i Sverige. Inga underarter finns listade i Catalogue of Life.

## Bildgalleri

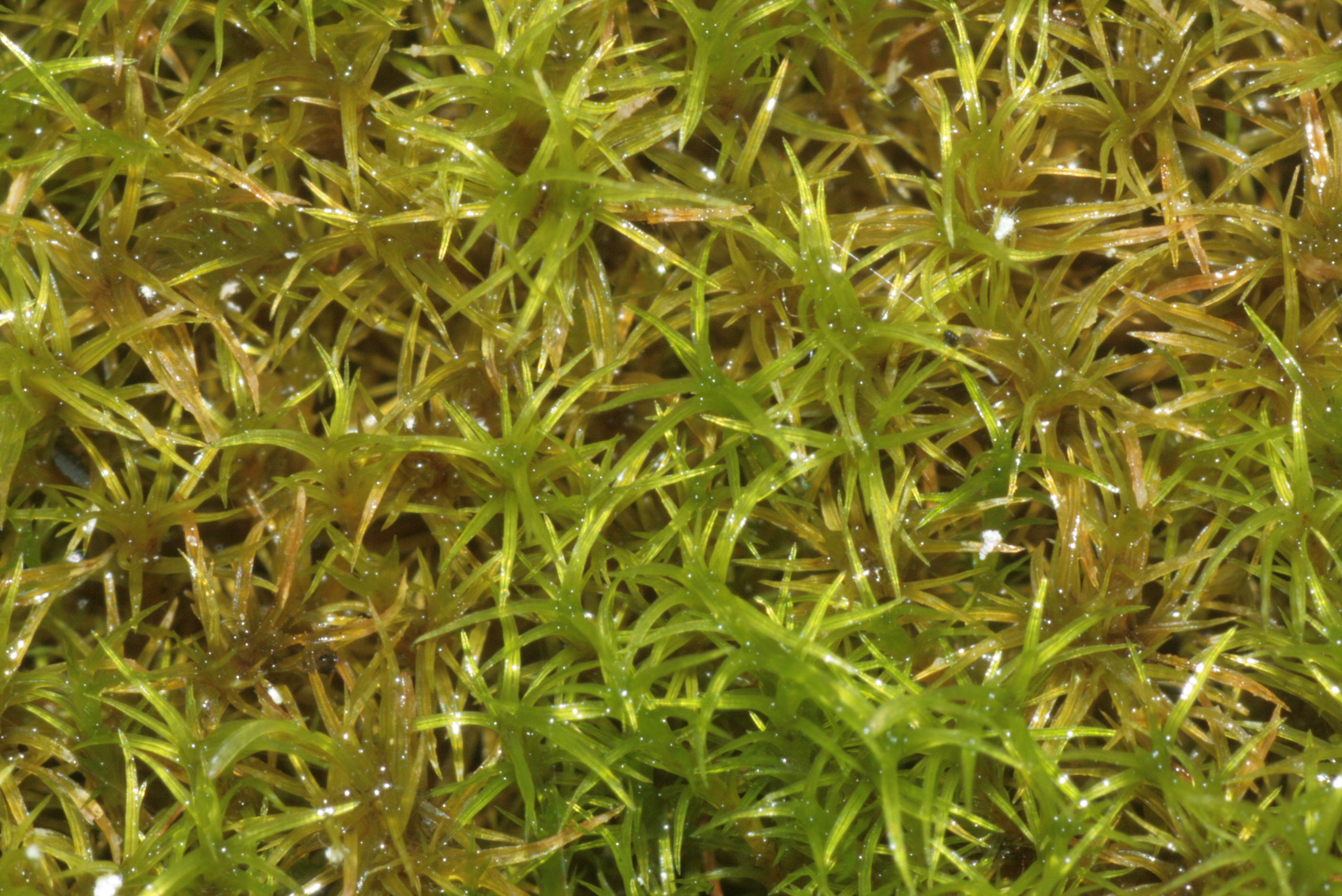
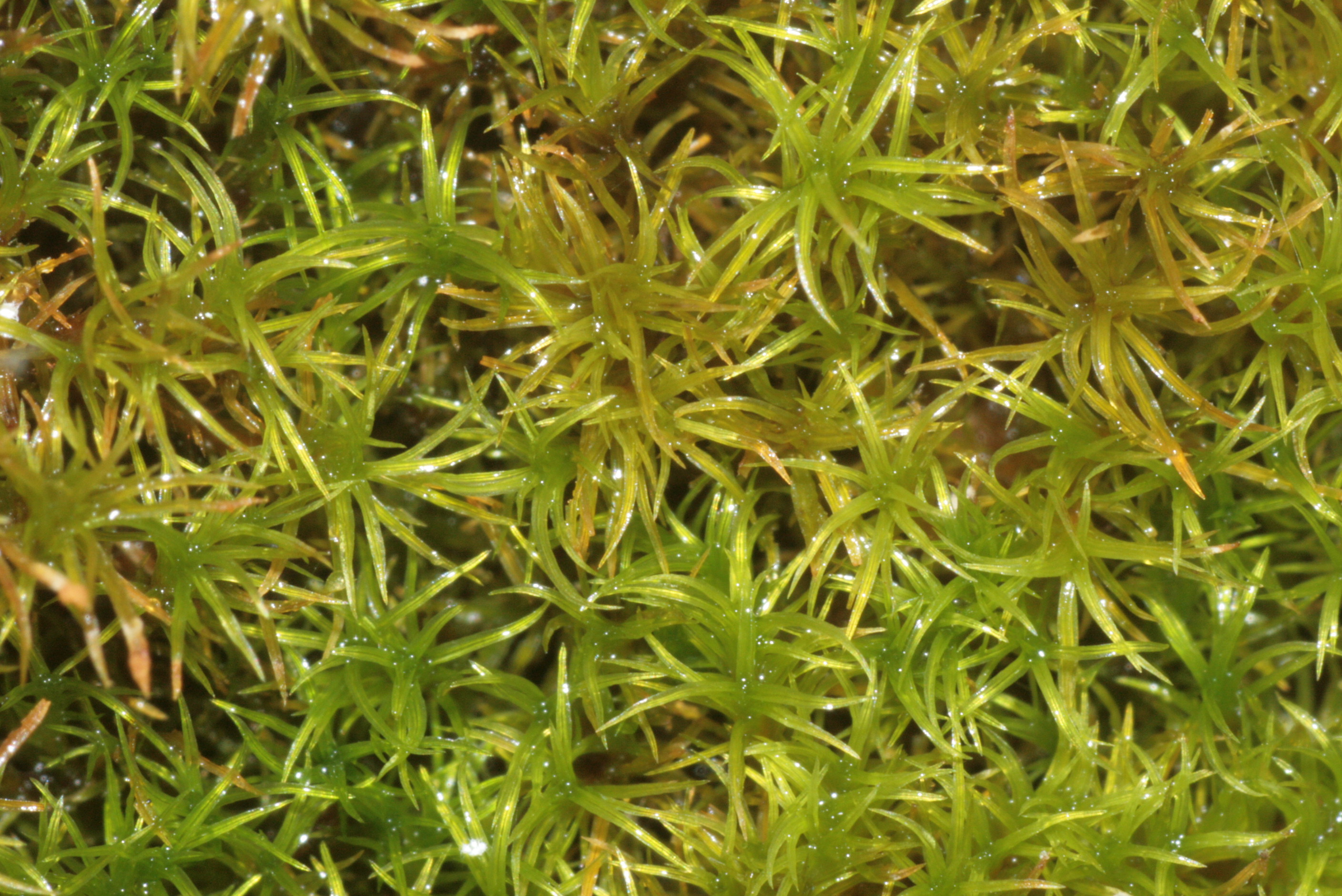
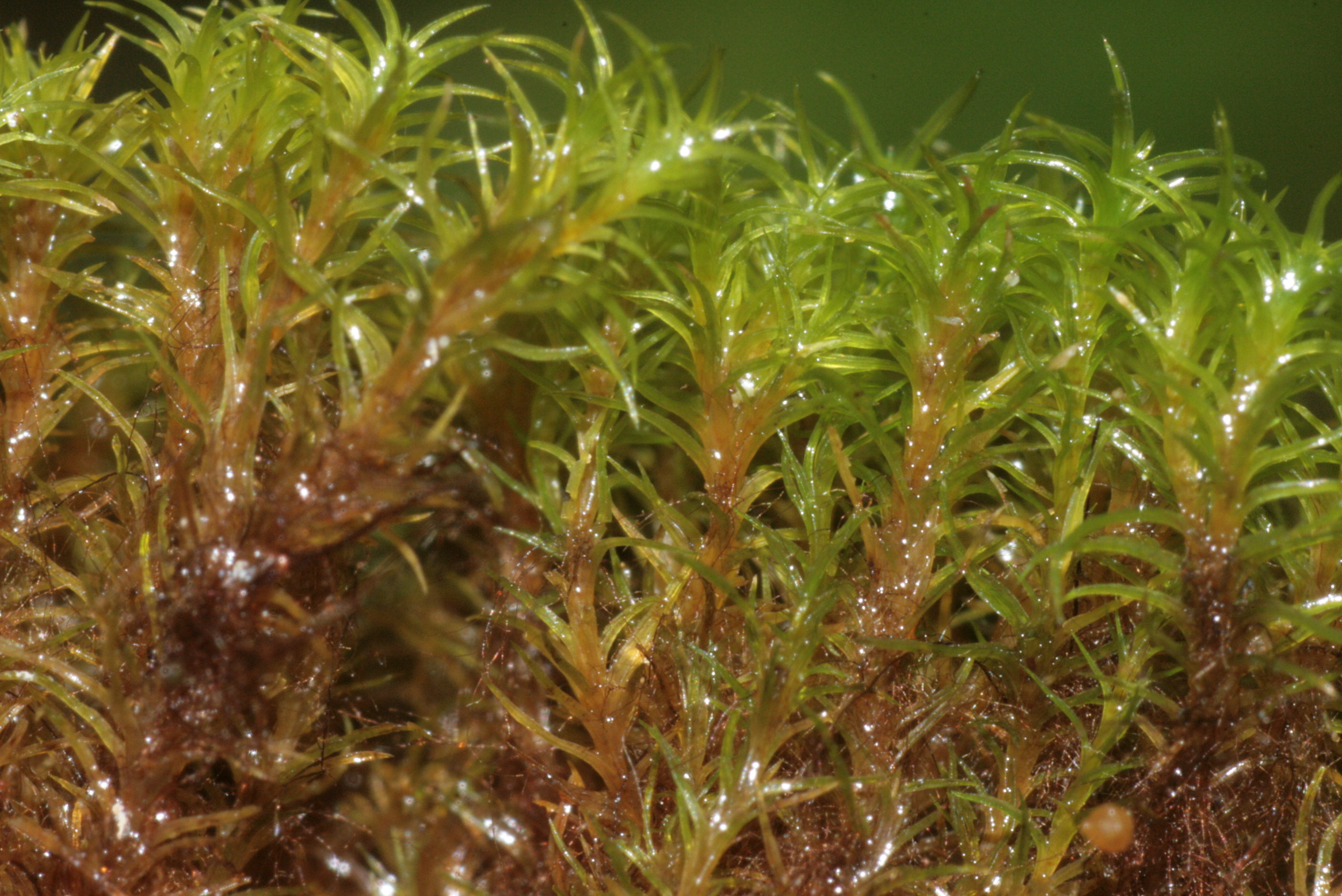
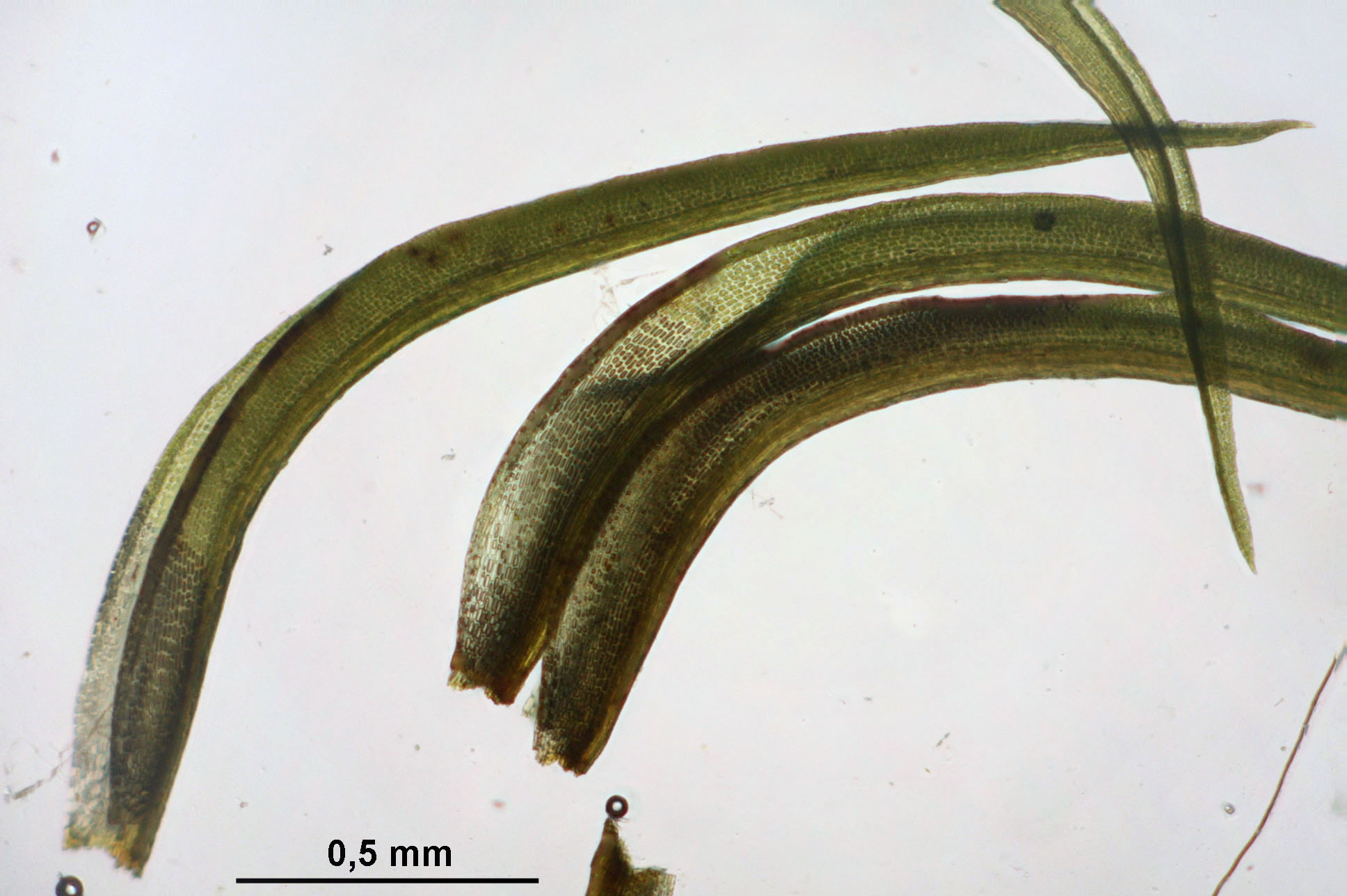
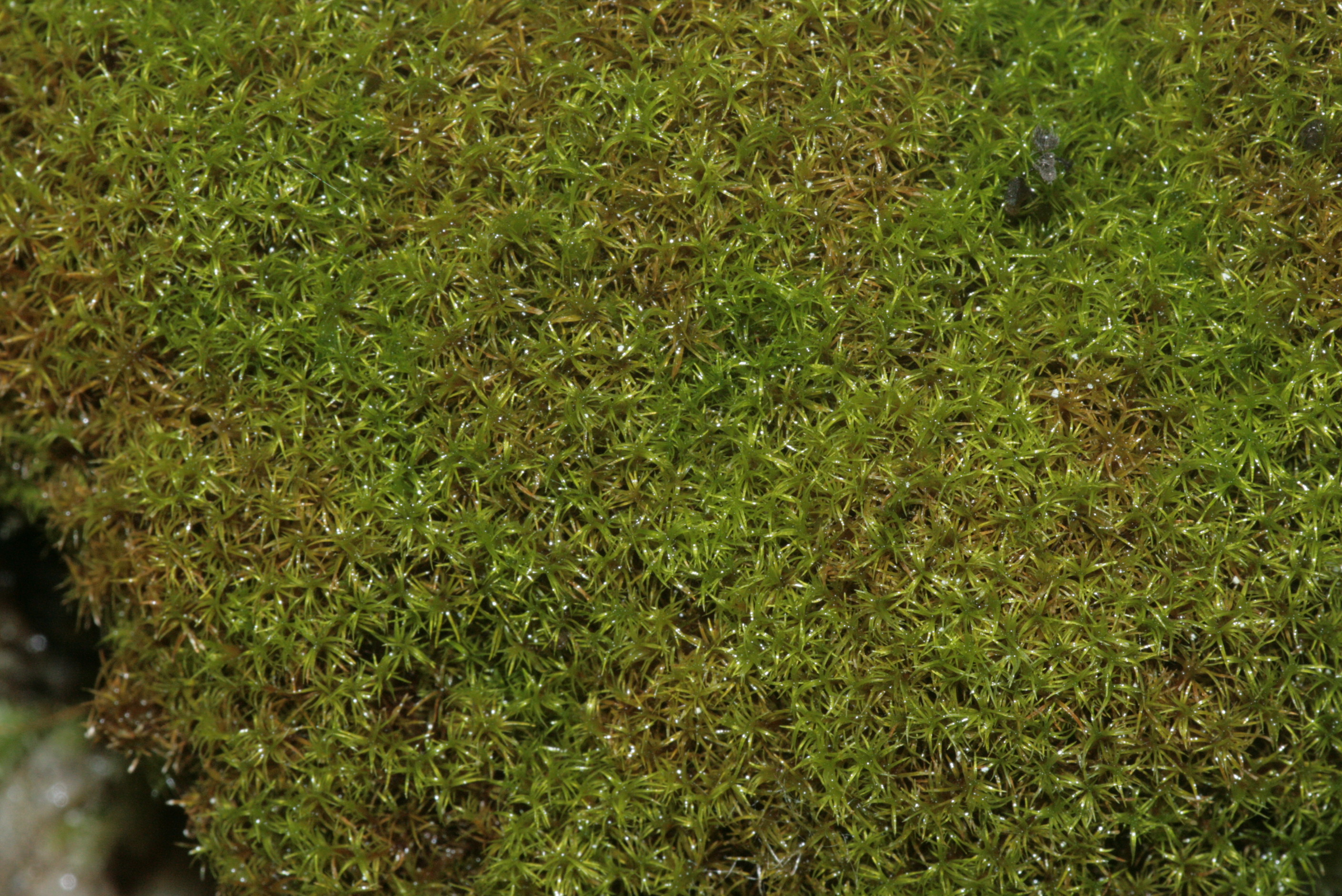
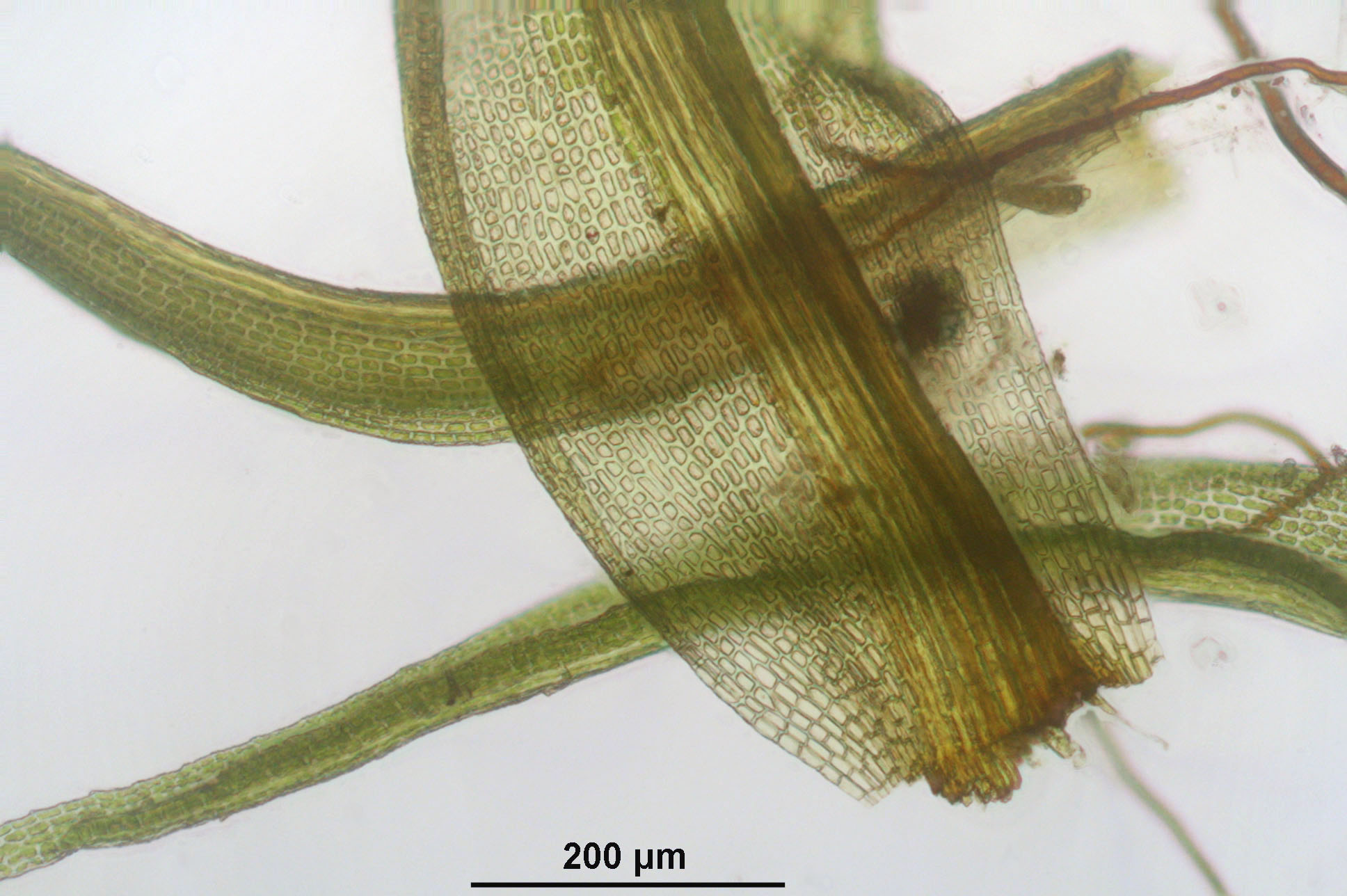